# 加藤正人 (実業家)
加藤 正人（かとう まさと、1886年8月24日 - 1963年8月24日）は、日本の実業家、政治家。参議院議員（2期）。大和紡績社長、旧日経連（現経団連）代表常任理事。
紡績界の代表的人物で政財界にもパイプがあり、自社内では「加藤天皇」と呼ばれるほどであった。

## 経歴
群馬県館林出身。1910年慶應義塾大学部理財科卒業、1913年鐘淵紡績入社、1924年退社。浪速紡績取締役を経て1926年錦華紡績取締役、1937年同社長、1941年錦華などが合併して誕生した大和紡績社長。1949年に日経連代表常任理事に就任。1950年6月に行われた第2回参議院議員通常選挙に無所属で全国区から出馬、初当選し、緑風会に所属、1956年7月の第4回参議院議員通常選挙で再選した。
戦後は関西経済連合会常任理事、関西経営者協会会長も歴任。長年、紡績業に関わり経営に努め発展に尽力したことや業界団体要職に就いて振興に寄与したとして1961年10月28日藍綬褒章受章。
1963年8月24日死去、77歳（生没同日）。同年には病身であったがそれを承知で日本紡績協会委員長に就いていた。死没日をもって勲二等瑞宝章追贈、従四位に叙される。